# Onderbanken
Onderbanken ( udtale ?; Limburgsk: De Óngerbenk) er en kommune og en by, beliggende i den sydlige provins Limburg i Nederlandene. Kommunens areal er på 21,24 km², og indbyggertallet er på 7.873 pr. 1. januar 2016

## Kernerne
Onderbanken Kommunen består af følgende landsbyer og bebyggelser. 
| Kernerne   | Indbyggertal |
| ---------- | ------------ |
| Schinveld  | 4726         |
| Merkelbeek | 1598         |
| Bingelrade | 837          |
| Jabeek     | 719          |

Kommunen omfatter også disse bebyggelser:
- Etzenrade
- Op den Hering
- Viel
- Raath

## Galleri
- Gertrudiskirke i Jabeek
- Kirke i Merkelbeek
- Kirke i Bingelrade